# 戈爾登瓦利鎮區 (明尼蘇達州羅索縣)
戈爾登瓦利鎮區（英語：Golden Valley Township）是位於美國明尼蘇達州羅索縣的一個行政鎮區。

## 地方資料
戈爾登瓦利鎮區的面積為93.71平方千米，皆為陸地。根據2020年美國人口普查的數據，當地共有人口180人，而人口密度為每平方千米1.92人。